# El Heraldo (1842-1854)
El Heraldo va ser un periòdic publicat a Madrid entre 1842 i 1854 fundat per Luis José Sartorius y Tapia. Considerat successor d'El Correo Nacional, fou finançat originalment des de París pel matrimoni format per Agustín Fernando Muñoz y Sánchez i Maria Cristina de Borbó-Dues Sicílies. Descrit per María Cruz Seoane com a «el més representatiu dels periòdics moderats, fidel portaveu de la política de Narváez», El Heraldo formà part de l'oposició antiesparterista, durant la regència d'Espartero, que donaria pas en 1844 a la Dècada moderada.
Foren directors de la publicació Luis José Sartorius y Tapia, Vicente Díez Canseco, i José María de Mora; hi col·laborarien igualment autors com Fernando Cos-Gayón y Pons, Manuel Bertrán de Lis, Manuel Cañete, Tomás García Luna, Ignacio José Escobar, Ramón Navarrete, Nicomedes Pastor Díaz, Tomás Pérez Anguita, Antonio de los Ríos Rosas, Gabriel García Tassara, Manuel García Barzanallana o Donoso Cortés, entre d'altres.